# Chester, Vermont
Chester är en kommun (town) i Windsor County i delstaten Vermont, USA. Vid folkräkningen år 2010 bodde 3 154 personer på orten. Den har enligt United States Census Bureau en area på totalt 144,9 km², varav 0,1 km² är vatten.  

## Kända personer från Chester
- Donald J. Cram, kemist
- Franklin Edson, politiker